# Бентон (округ, Міссісіпі)
Шаблон:StateAbbr_ 34°49′ пн. ш. 89°11′ зх. д. / 34.82° пн. ш. 89.19° зх. д.
Округ Бентон (англ. Benton County) — округ (графство) у штаті Міссісіпі, США. Ідентифікатор округу 28009.

## Історія
Округ утворений 1870 року.

## Демографія
За даними перепису
2000 року
загальне населення округу становило 8026 осіб, усе сільське.
Серед мешканців округу чоловіків було 3902, а жінок — 4124. В окрузі було 2999 домогосподарств, 2216 родин, які мешкали в 3456 будинках.
Середній розмір родини становив 3,12.
Віковий розподіл населення поданий у таблиці:
| Стать    | До 15 років | 15-21 | 22-29 | 30-39 | 40-49 | 50-65 | 65-85 | Понад 85 |
| -------- | ----------- | ----- | ----- | ----- | ----- | ----- | ----- | -------- |
| Чоловіки | 891         | 443   | 389   | 524   | 496   | 642   | 482   | 35       |
| Жінки    | 893         | 409   | 424   | 518   | 530   | 642   | 605   | 103      |

## Суміжні округи
- Гардеман, Теннессі — північний схід
- Тіппа — схід
- Юніон — південь
- Маршалл — захід
- Файєтт, Теннессі — північний захід

## Виноски
1. ↑  U.S. Decennial Census. United States Census Bureau. Архів оригіналу за 26 квітня 2015. Процитовано 2 листопада 2014.
2. ↑  Historical Census Browser. University of Virginia Library. Архів оригіналу за 11 серпня 2012. Процитовано 2 листопада 2014.
3. ↑  Population of Counties by Decennial Census: 1900 to 1990. United States Census Bureau. Архів оригіналу за 28 грудня 2014. Процитовано 2 листопада 2014.
4. ↑  Census 2000 PHC-T-4. Ranking Tables for Counties: 1990 and 2000 (PDF). United States Census Bureau. Архів оригіналу (PDF) за 18 грудня 2014. Процитовано 2 листопада 2014.
5. ↑  State & County QuickFacts. United States Census Bureau. Архів оригіналу за 7 липня 2011. Процитовано 2 вересня 2013. [Архівовано 2011-08-06 у Wayback Machine.](англ.) Наведено за англійською вікіпедією.
6. ↑  American FactFinder. Бюро перепису населення США. Архів оригіналу за 26 лютого 2012. Процитовано 31 січня 2008. [Архівовано 2008-05-21 у Wayback Machine.]

| США | Це незавершена стаття з географії США. Ви можете допомогти проєкту, виправивши або дописавши її. |